# Microsoft OneDrive
Microsoft OneDrive (antes llamado SkyDrive) es un software de almacenamiento estrenado el 18 de febrero de 2014. Actualmente, este servicio ofrece 5 GB de almacenamiento gratuito,  más 15 GB para el álbum de cámara, los cuales se les han retirado a muchos usuarios, que habían adquirido ese derecho por la compra de algún teléfono inteligente Lumia. Se pueden subir hasta 5 archivos a la vez de manera estándar con cualquier navegador, y también se puede instalar una herramienta ActiveX que permite arrastrar un número ilimitado de archivos directamente desde el Explorador de Windows. Es accesible por su página web desde ordenadores y dispone de aplicaciones para Windows 10 (app UWP), Windows 8, Windows Phone, iOS y Android que permiten editar documentos y hojas de cálculo.

## Historia
Los primeros informes sobre este producto fueron en abril de 2006, dónde Microsoft anunciaba un "disco duro virtual" para almacenar archivos en internet.
En mayo de 2007 se lanzó en fase beta para unos cuantos testers o probadores de software, y solo en los Estados Unidos, con el nombre Windows Live Folders El 1 de agosto de 2007 el servicio se lanzó para un mercado más amplio; ya que originalmente servía para alojar Documentos, Imágenes y música dentro de los Spaces, cada archivo debía ser asignado a tres categorías designadas (privado, solo amigos, público). La interfaz e iconos del sitio imitaban al diseño visual del reciente Windows Vista. El espacio disponible era de solo 0.25 GB.
Poco después, el 9 de agosto de 2007, Windows Live Folders cambió su nombre por el de Windows Live SkyDrive, y la participación se expandió a testers del Reino Unido e India. Desde el 22 de mayo de 2008 Windows Live SkyDrive está disponible para 62 países y regiones. Para esa fecha el concepto de categorías fueran eliminadas. El espacio empezó a crecer gradualmente hasta 5 GB.
En agosto de 2008, SkyDrive amplió masivamente su capacidad hasta 25 GB, en realidad el espacio utilizable era 20 GB pues cinco estaban reservados para Live Mesh.

Logotipo anterior de SkyDrive utilizado entre 2011 y 2014

El 9 de mayo de 2011, Microsoft anunció una la mayor actualización para SkyDrive, con una App instalable para Windows y OS X y API de SkyDrive para terceros desarrolladores esto significo el fin de Live Mesh y recuperación de los cinco GB utilizados por este. Para el sitio web SkyDrive.com, las actualizaciones que trajo un nuevo diseño "moderno" para el servicio de web compatible con Outlook.com y junto con la interfaz de usuario actualización las mejoras de servicio también recibida como búsqueda instantánea, barra de herramientas contextual, selección múltiple en vista en miniatura, arrastrar y colocar archivos en las carpetas y mejoras de clasificación. Para el escritorio, SkyDrive para Windows y OS X, la actualización trajo nuevas mejoras de rendimiento para cargas de foto y la experiencia de sincronización. La actualización también mejoró la API de SkyDrive con la eliminación de las restricciones de tipo de archivo, imágenes de carga de capacidad en su resolución completa, así como un nuevo selector de archivos SkyDrive para abrir y guardar archivos. Un estudio de mercado de la propia Microsoft indicó que solo un reducido número de usuarios superaban los 7 GB usados en el servicio así que redujo el espacio disponible a esa cifra, pero por tiempo limitado se podía recuperar los 25 GB.
El 28 de agosto de 2012, Microsoft lanzó la aplicación SkyDrive para Android en Google Play Store.
Después, a inicios de 2014, se anuncia el cambio de nombre y el 18 de febrero de 2014 se cambió de SkyDrive a OneDrive y las aplicaciones para PC, página y app de celular decían la leyenda OneDrive, debido a una disputa por derechos de marca. El canal de televisión británico BSkyB ganó el año pasado una demanda, aunque las empresas llegaron a un acuerdo para que Microsoft pudiera utilizar el nombre SkyDrive durante un periodo de transición.
El 18 de junio de 2015, Microsoft lanzó un diseño mejorado de OneDrive para la web, basado en la interfaz gráfica limpia y minimalista de Windows 10.
El 2 de noviembre de 2015, Microsoft reveló que será eliminando el plan de almacenamiento ilimitado para los paquetes de Office 365 Home, Personal and University  y que el almacenamiento OneDrive gratuito se reducirá de 15 GB a solo 5 GB; este cambio también afecta a las personas que se han suscrito a los planes pagados de 100 GB y 200 GB, los cuales serán reemplazados por un plan GB 50, que tendrá un costo de $ 1.99 por mes. Estos cambios de OneDrive fueron programados para efectuarse a principios de 2016. Como era de esperar, estos cambios causaron una gran controversia entre los usuarios, algunos de los cuales tienen ya las peticiones de configuración para tratar de obtener Microsoft para revertir los planes que pagaron. Por ejemplo, a partir del 21 de noviembre de 2015 más de 70 000 personas utilizaron la Useroice OneDrive oficial para expresar sus preocupaciones. De acuerdo con Microsoft, se realizaron estos cambios porque las personas estaban abusando del servicio mediante OneDrive para efectuar copias de seguridad de su PC, almacenando colecciones enteras de películas y grabaciones de DVR.
OneDrive viene integrado con Windows 10 y no es posible su desinstalación aunque si se permite deshabilitarlo.

## Características

### Office Online
Office Online (anteriormente: Office Web Apps) es parte de OneDrive, y permite a los usuarios cargar, crear, editar y compartir documentos de Microsoft Office directamente dentro de un navegador web. Incluye versiones de Microsoft Word, Excel, PowerPoint, y OneNote, y proporciona funcionalidades para que los usuarios puedan colaborar en los documentos almacenados en OneDrive. Los documentos generados tienen respaldos incrementales por medio de Versión History (solo OneDrive for Business, incluido en Office 365 y SharePoint online)

### Uso compartido de favoritos
Permite el intercambio de vínculos de la web marcados entre los usuarios. Los enlaces a sitios web se almacenan en una carpeta dentro de OneDrive.

### Integración con Grupos
A cada grupo se le proporcionan 5 GB de espacio de almacenamiento en OneDrive, que se comparten entre los miembros del grupo. A los miembros del grupo se les permite acceder, crear, modificar y eliminar archivos dentro de las carpetas de OneDrive del grupo, así como otras funcionalidades que ofrece OneDrive.

### RSS Feeds
Es posible suscribirse a los RSS feeds del contenido de las carpetas públicas. Los feeds contienen imágenes de vista previa de los archivos agregados — ya sea una miniatura de una imagen o un icono que representa el tipo de archivo: y páginas de descarga de vínculos al archivo.

### Descargar un archivo.zip
Los directorios completos pueden descargarse en un archivo.zip solo con esta característica. Esta característica se encuentra en el menú desplegable "Más".

### Fotos
Permite a los usuarios cargar fotos y dejar que otros usuarios accedan a ellos a través de un explorador web. permite la posibilidad de mover, copiar y eliminar archivos. Además permite a los usuarios agregar "personas etiquetadas" a sus fotos. Las fotos almacenadas pueden descargarse en Windows Photo Gallery o como un archivo ZIP, manteniendo los metadatos de "personas etiquetas" en las imágenes. Los usuarios también pueden ver los metadatos EXIF como información de cámara para las fotos.

### App
Microsoft ha publicado las aplicaciones de OneDrive para Android, iOS, Windows 8, Windows Phone y Windows 10 que permiten a los usuarios buscar, ver y organizar archivos almacenados en su almacenamiento de nube de OneDrive y una App para Nokia Belle solo para subir imágenes. Además, Microsoft también lanzó las aplicaciones de escritorio para Microsoft Windows (Vista y versiones posteriores) y macOS (Lion y posteriores) que permiten a los usuarios sincronizar su almacenamiento OneDrive con todo sus equipos para el acceso sin conexión y sincronización de archivos y carpetas entre varios equipos. El cliente de escritorio de OneDrive para Windows de Microsoft permite a los usuarios "ver" el contenido de su PC a través del navegador web, siempre que el usuario tenga habilitado esta opción; Los usuarios de macOS pueden obtener desde un PC, pero no viceversa. La aplicación universal (UWP) de OneDrive también permite las mismas funciones de escritorio junto con las funciones para la versión en línea.

## Privacidad
Los datos almacenados en OneDrive están sujetos a supervisión por parte de Microsoft, y cualquier contenido que se encuentre en violación del Código de Conducta está sujeto a remoción y puede conducir a cierre temporal o permanente de la cuenta. Esto ha dado lugar a preocupaciones sobre la privacidad en relación con los datos almacenados en OneDrive. Microsoft ha respondido indicando que "existen estrictas políticas internas para limitar el acceso a los datos de un usuario", y que mecanismos avanzados, como el software de análisis automatizado de Microsoft llamado PhotoDNA, se utilizan para asegurar que los usuarios cumplan con el Código de Conducta y que su cuenta no contiene archivos ilegales (incluyendo, pero no limitado a, contenido pornográfico, desnudez humana parcial (incluyendo arte o dibujos), cualquier discusión acerca de compra de armas de fuego, etc).
Al estar integrado en la red de espionaje PRISM de la Agencia de Seguridad Nacional (NSA) estadounidense, esta tiene acceso a todos los contenidos almacenados.

## Planes de almacenamiento
Desde el 22 de abril de 2012 en adelante, además de 5 GB de almacenamiento gratuito (o 25 GB para usuarios elegibles para la actualización gratuita), los usuarios que requieran más espacio de almacenamiento pueden elegir uno de los planes:
| Storage plan  | Precio   | Descripción                                            |
| ------------- | -------- | ------------------------------------------------------ |
| OneDrive +50  | 19 €/año | Agrega 50 GB a la cantidad de almacenamiento gratuito  |
| OneDrive +100 | 37 €/año | Agrega 100 GB a la cantidad de almacenamiento gratuito |
| One +200      | 74 €/año | Agrega 200 GB a la cantidad de almacenamiento gratuito |

Dependiendo de los mercados, los usuarios pueden necesitar tener soporte de tarjeta de crédito o cuenta PayPal para pagar. El plan de almacenamiento remunerado se renovará automáticamente cada año a menos que Microsoft o el usuario cancele el servicio. Cuando el usuario cancela el servicio antes de que termine el plazo, el servicio permanecerá activo hasta el final de éste. En efecto, el usuario no está cancelando el servicio, sino más bien la renovación automática.

## Idiomas admitidos
OneDrive admite 94 idiomas:
- Afrikáans
- Albanés
- Amharic
- Árabe
- Armenio
- Asamés
- Azerí (latín)
- Bengalí (Bangladés)
- Vasco
- Bengalí (India)
- Bosnio (Latino)
- Búlgaro
- Catalán
- Croata
- Checo
- Danés
- Dari
- Holandés
- Eslovaco
- Esloveno
- Español
- Estonio
- Filipino
- Finlandés
- Francés
- Gallego
- Georgiano
- Alemán
- Griego
- Gujarati
- Hausa
- Hebreo
- Hindi
- Húngaro
- Islandés
- Igbo
- Indonesio
- Inglés
- Inuktitut (Latino)
- Irlandés
- isiXhosa isiZulu
- Italiano
- Japonés
- Kannada
- Kazajo
- Jemer
- Kiswahili
- Konkani
- Coreano
- Kirguizo
- Letón
- Lituano
- Luxemburgués
- Macedonio
- Mandarín
- Macarrón
- Malayo
- Malayalam
- Maltés
- Maorí
- Marathi mongol (cirílico)
- Nepalí
- Noruego (Bokmål)
- Noruego (Nynorsk)
- Odia
- Persa
- Polaco
- Portugués
- Portugués (Brasil)
- Punjabi (Gurmukhi)
- Quechua
- Rumano
- Ruso
- Serbio
- Serbio cirílico
- Sesotho sa Leboa
- Setswana
- Sinhala chino simplificado
- Sueco
- Tamil
- Tártaro
- Telugu
- Tailandés
- Chino tradicional
- Turco
- Turcomano
- Ucraniano
- Urdu
- Uzbeko (Latino)
- Vietnamita
- Galés
- Yoruba

## API para desarrolladores
Microsoft ha publicado un conjunto de APIs para OneDrive mediante Live Connect permiten a los programadores desarrollar servicios web y aplicaciones que utilizan almacenamiento de nube de OneDrive. Esto permite a los usuarios de estos servicios web y el cliente apps examinar, ver, subir o editar archivos guardados en OneDrive. Actualmente está disponible para los desarrolladores web y los desarrolladores de aplicaciones de estilo Windows 10, Windows 8, Windows Phone, iOS y Android, un kit de desarrollo de software (SDK)

## Problemas
En septiembre de 2014 hubo reportes de corrupción de archivos, sobre todo de usuarios de Windows 8. Afectaba en mayor medida, a archivos Excel que no fuesen abiertos en el mismo PC que los había creado.